# Brundtlandrapporten
Rapporten hedder Vores fælles fremtid, men den kaldes Brundtland-rapporten efter kommissionens formand, den norske statsminister Gro Harlem Brundtland. Rapporten blev lavet af "The World Commission on Environment and Development" under FN, og den udkom i 1987.
Den satte første gang fokus på global bæredygtighed. Den var stilet til regeringerne, forretningslivet og først og fremmest de mennesker, hvis velfærd må være hovedmålet for miljø- og udviklingspolitik. Den giver et omfattende overblik over de største, globale miljøkriser, og den stiller forslag til at løse problemerne.
Rapporten fremhæver seks væsentlige, globale udfordringer, som menneskeheden står over for:
- befolkningstal og menneskelige ressourcer
- fødevaresikkerhed
- arter og økosystemer
- energi
- industri
- bymiljø

Bæredygtighed angår hele verden, både rige og fattige samfund. Begærlighed og kapløbet om større profit betragtes som årsagen til størstedelen af verdens ikke-bæredygtige udvikling. Den industrialiserede verden har 20% af verdens befolkning, men den forbruger 80% af verdens ressourcer. Desuden er mange af de ikke-bæredygtige projekter i den tredje verden blevet sat i stå på grund af "gældskrisen" – de fattigste dele af verdens befolkning må ofre sig for at kunne betale statsgæld til de rige banknationer.
Kommissionens rapport fremsætter 22 nye principper for lovgivning, der kan hjælpe til at skabe en bæredygtig udvikling, og den anbefaler, at disse principper indføjes i de nationale love eller retsdokumenter, som fastsætter rettigheder og pligter for borgere og stater, og også at de bliver skrevet ind i en verdensomspændende konvention om staters suveræne rettigheder og ansvar. Politikerne bliver bedt om at bruge otte vigtige, internationale målsætninger som retningslinjer for deres arbejde:
- genskabelse af økonomisk vækst
- forbedring af vækstens kvalitet, så man sikrer miljømæssig og social fornuft og får dækket behovene for arbejde, mad, vand og sanitære forbedringer
- bevaring og forbedring af det naturlige ressourcegrundlag
- stabilisering af befolkningstallene
- omdirigering af teknologi og forbedret risikostyring
- integrering af miljø og økonomi i beslutningsprocessen
- omskabelse af de globale, økonomiske forhold
- styrkelse af internationalt samarbejde

Rapporten konkluderede, at der bliver brug for store forøgelser i udgifterne til at finansiere genopretning efter miljøskader, forureningsbekæmpelse og investering i bæredygtig udvikling. Ét af dens virkeligt nye forslag var at skaffe disse midler gennem skat på brugen af "fællesgoder", herunder fx retten til at anbringe kommunikationssatellitter i geostationært kredsløb og told af udbyttet fra minedrift på havbunden eller fiskeri i oceanerne.

## Indvirkning på Rio-konferencen i 1992
Brundtlandkommissionen skabte drivkraften for verdenstopmødet i 1992 (Rio-konferencen). Topmødet foregik fra den 3. juni til den 14. juni, og det mundede ud i følgende dokumenter:
- Rio erklæringen om miljø og udvikling[2]
- Agenda 21[3]
- Konvention om biologisk diversitet[4]
- Principper for skovdrift
- FN's rammekonvention om klimaændringer